# Портрет Дмитрия Сергеевича Дохтурова
«Портрет Дмитрия Сергеевича Дохтурова» — картина Джорджа Доу и его мастерской из Военной галереи Зимнего дворца.
Картина представляет собой погрудный портрет генерала от инфантерии Дмитрия Сергеевича Дохтурова из состава Военной галереи Зимнего дворца.
С начала Отечественной войны 1812 года генерал от инфантерии Дохтуров был шефом Московского пехотного полка и командовал 6-м пехотным корпусом 1-й Западной армии, руководил обороной Смоленска, в Бородинском сражении командовал центром русской позиции и после смертельного ранения П. И. Багратиона возглавил 2-ю Западную армию. Затем руководил русскими войсками в уличных боях в Малоярославце. Во время Заграничных походов 1813—1814 годов командовал войсками в герцогстве Варшавском и корпусом Польской армии, руководил осадой Гамбурга.
Изображён в генеральском мундире, введённом для пехотных генералов 7 мая 1817 года — этот мундир изображён ошибочно, поскольку Дохтуров скончался годом ранее и носил мундир образца 1808 года с двумя рядами пуговиц. На шее крест ордена Св. Георгия 2-го класса; справа на груди серебряная медаль «В память Отечественной войны 1812 года» на Андреевской ленте и звёзды орденов Св. Александра Невского, Св. Георгия 2-го класса и Св. Владимира 1-й степени. Подпись на раме: Д. С. Дохтуровъ, Генералъ отъ Инфантерiи.
Данные об обстоятельствах написания портрета Дохтурова не выявлены. Готовый портрет был принят в Эрмитаж 7 сентября 1825 года.
Поскольку Дохтуров скончался в 1816 году, то Доу при написании галерейного портрета использовал портрет-прототип работы неизвестного художника, исполненный, вероятно, сразу по окончании Наполеоновских войн — на нём Дохтуров изображён в аутентичном мундире. Этот портрет находится в собрании музея-панорамы «Бородинская битва» (холст, масло, 31,5 × 26,3 см, инвентарный № Ж-58). Хранитель британской живописи в Эрмитаже Е. П. Ренне не исключает того, что Доу мог использовать гравюру А. А. Осипова, снятую с «Бородинского» портрета в 1817 году; один из отпечатков этой гравюры имеется в собрании Эрмитажа (бумага, гравюра пунктиром, 25,5 × 14,7 см, инвентарный № ЭРГ-558). Д. А. Ровинский указывает, что существовала несколько уменьшенная копия этой гравюры, опубликованная в 1822 году.
В 1840-х годах в мастерской И. П. Песоцкого по рисунку И. А. Клюквина с портрета была сделана литография, опубликованная в книге «Император Александр I и его сподвижники» и впоследствии неоднократно репродуцированная. В части тиража была напечатана другая, неподписанная литография с галерейного портрета, отличающаяся незначительными деталями.

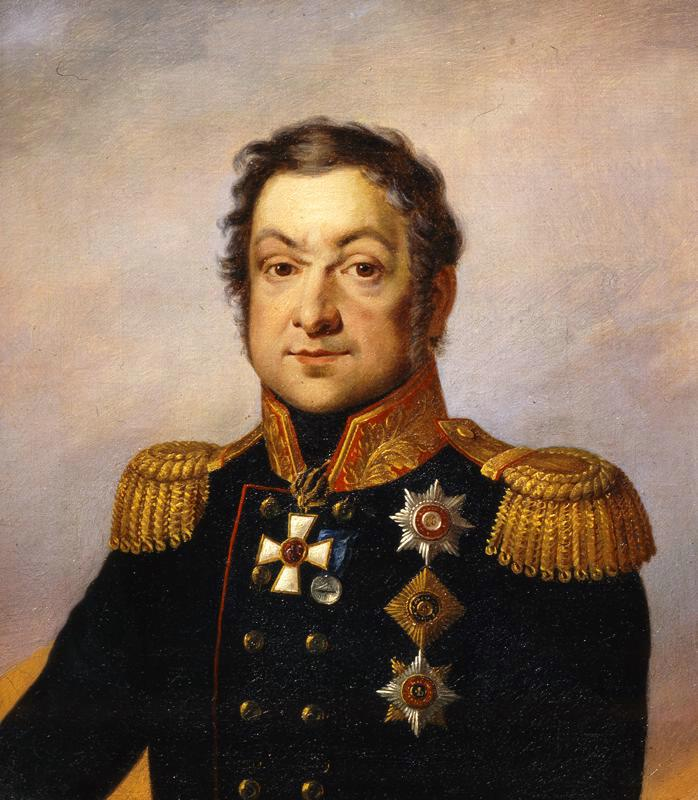
Портрет Д. С. Дохтурова из «Бородинской панорамы»
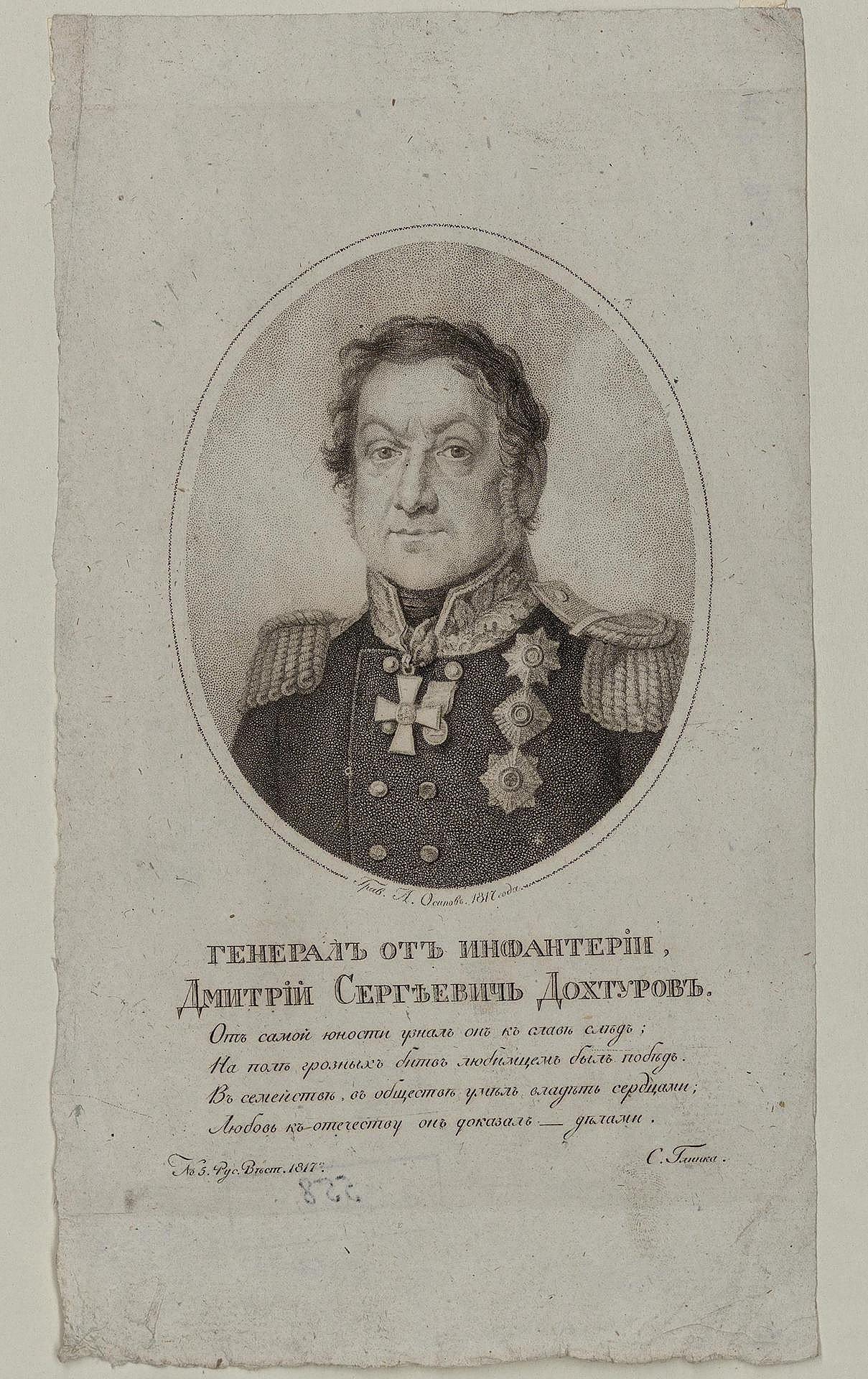
Гравюра А. А. Осипова